# Krontangaror
Krontangaror (Coryphospingus) är ett litet släkte i familjen tangaror inom ordningen tättingar. Släktet omfattar endast två arter med utbredning i Sydamerika från norra Colombia till norra Argentina:
- Grå krontangara (C. pileatus)
- Röd krontangara (C. cucullatus)

Släktet placerades förut i familjen Emberizidae och kallades då kronfinkar, men DNA-studier visar att de är en del av tangarorna. Tidigare kallades den ej närbesläktade arten vitkronad tangara (Sericossyphus albocristatus) krontangara. 